# Isaiah Crowell
Isaiah Crowell (Columbus, 8 gennaio 1993) è un giocatore di football americano statunitense che milita nel ruolo di running back per gli Oakland Raiders della National Football League (NFL).  Al college ha giocato a football all'Università della Georgia (2011) e all'Università statale dell'Alabama (2012-2013)

## Carriera professionistica

### Cleveland Browns
Dopo non essere stato scelto nel Draft NFL 2014, Crowell firmò coi Cleveland Browns. Debuttò come professionista subentrando nella partita della settimana 1 contro i Pittsburgh Steelers e segnando subito 2 touchdown. Tornò ad andare a segno nella settimana 3 contro i Baltimore Ravens guidando i suoi con 55 yard corse. Il quarto lo segnò nella vittoria della settimana 6 contro i Pittsburgh Steelers in cui corse 77 yard, e il quinto in quella della settimana 10 contro i Bengals in cui i Browns si portarono in testa alla propria division. Nel dodicesimo turno guidò i suoi con 88 yard corse e segnò altri due touchdown, contribuendo alla vittoria esterna sui Falcons. La sua annata si chiuse al secondo posto dei Browns con 607 yard corse e al primo con otto marcature su corsa.
La prima marcatura della stagione 2015, Crowell la segnò nella vittoria del secondo turno sui Titans. La sua miglior prova dell'anno giunse nella vittoria della settimana 14 sui 49ers, dove corse 145 yard e segnò 2 touchdown. La sua annata si chiuse guidando i Browns in yard corse (706) e TD su corsa (4).
Nella stagione 2016, Crowell stabilì il proprio nuovo primato personalo in yard corse con 952, oltre a sette touchdown su corsa, disputando per la prima volta tutte le 16 partite come titolare. La sua miglior prestazione fu nell'ultimo turno quando corse 152 yard su 19 tentativi nella sconfitta ai supplementari contro i Pittsburgh Steelers, venendo premiato come running back della settimana.

### New York Jets
Il 14 marzo 2018, Crowell firmò un contratto triennale del valore di 12 milioni di dollari con i New York Jets. Nel quinto turno corse un record di franchigia di 218 yard e segnò un touchdown nella vittoria contro i Denver Broncos, venendo premiato come giocatore offensivo della AFC e come running back della settimana. La sua corsa da 77 yard fu la più lunga per un running back dei Jets dal 1996.

## Palmarès
- Giocatore offensivo della AFC della settimana: 1

5ª del 2018
- Running back della settimana: 2

17ª del 2016, 5ª del 2018